# 1093 Freda
1093 Freda је астероид главног астероидног појаса са пречником од приближно 116,73 .
Афел астероида је на удаљености од 3,980 астрономских јединица (АЈ) од Сунца, а перихел на 2,280 АЈ.
Ексцентрицитет орбите износи 0,271, инклинација (нагиб) орбите у односу на раван еклиптике 25,207 степени, а орбитални период износи 2022,935 дана (5,538 година).
Апсолутна магнитуда астероида је 8,83 а геометријски албедо 0,038.
Астероид је откривен 15. јуна 1925. године.